# Монумент Айзека Брока
Монумент Айзека Брока (англ. Brock's Monument) — памятник установленный южнее Ниагара-он-те-Лейк в Куинстон-Хайтс, Онтарио, Канада. Посвящён лейтенант-губернатору Верхней Канады  Айзеку Броку, удостоенного неофициального почётного титула «спаситель Канады».
Представляет из себя 56-метровую колонну, увенчанную статуей А. Брока. Главный подход украшен двумя большими тутовыми деревьями, предположительно посаженными в 1850-х годах. Внутри постамента памятника установлены несколько медных табличек: эпитафии Брока, список жертвователей и строителей, а также дань уважения британским, канадским солдатам и солдатам коренных народов, погибшим в Битве на Куинстонских высотах. Более поздние экспозиции рассказывают о жизни Брока, битве и истории памятника.
Винтовая лестница из 235 ступеней, поднимающаяся вверх по колонне, ведёт посетителей на небольшую внутреннюю смотровую платформу под статуей Брока. Из иллюминаторов открывается вид на окрестности Ниагары и озеро Онтарио.

## История
Первый каменный памятник высотой 40 м был разрушен взрывом в 1840 году. Был создан Бенджамином Леттом. Нынешний памятник был перестроен между 1853 и 1856 годами.

## Галерея

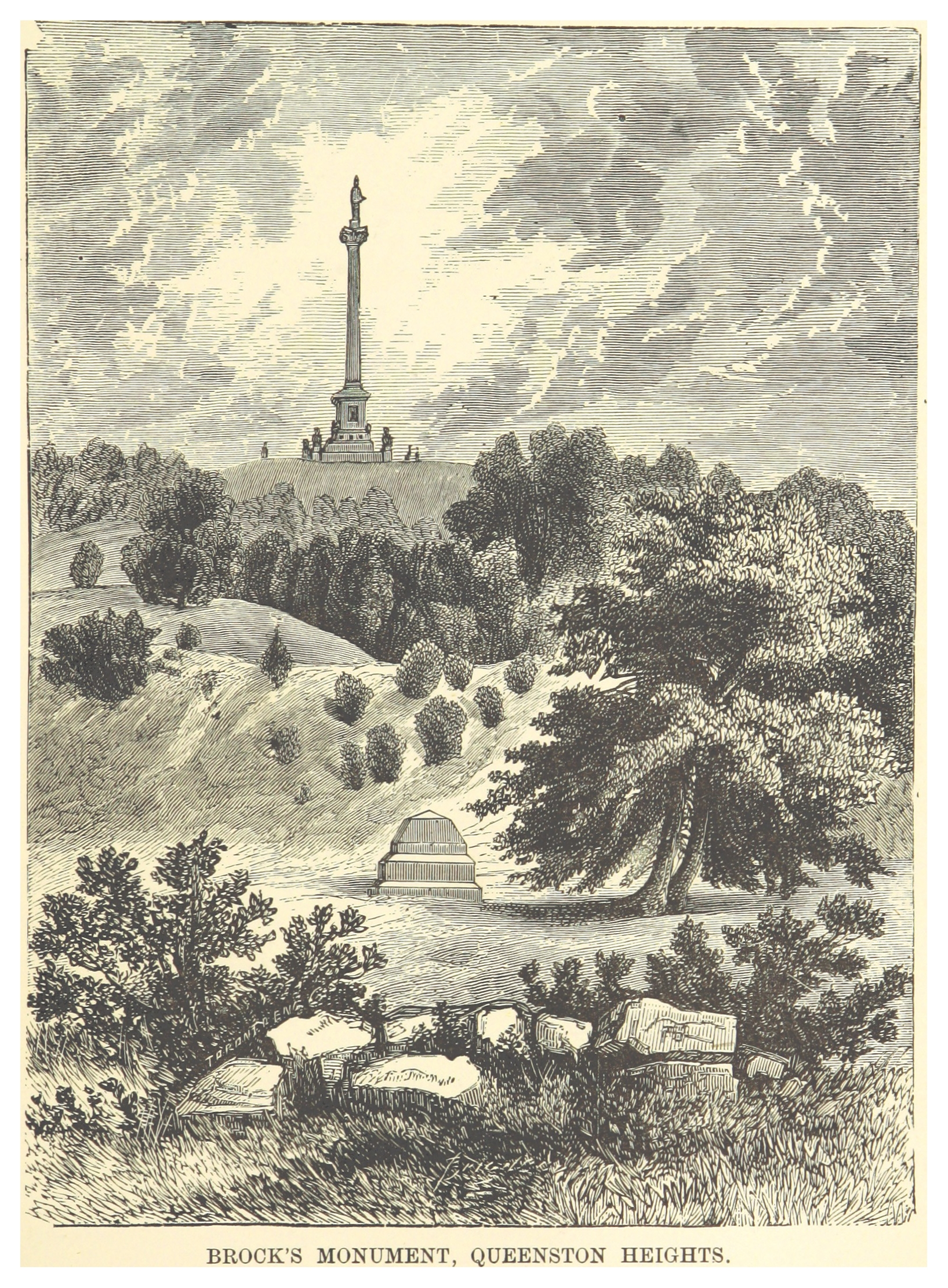
Панорама
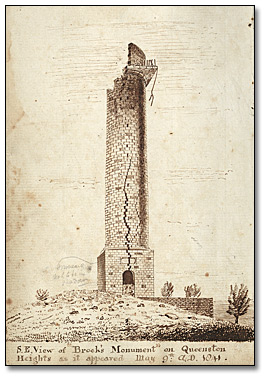
Первый разрушенный памятник
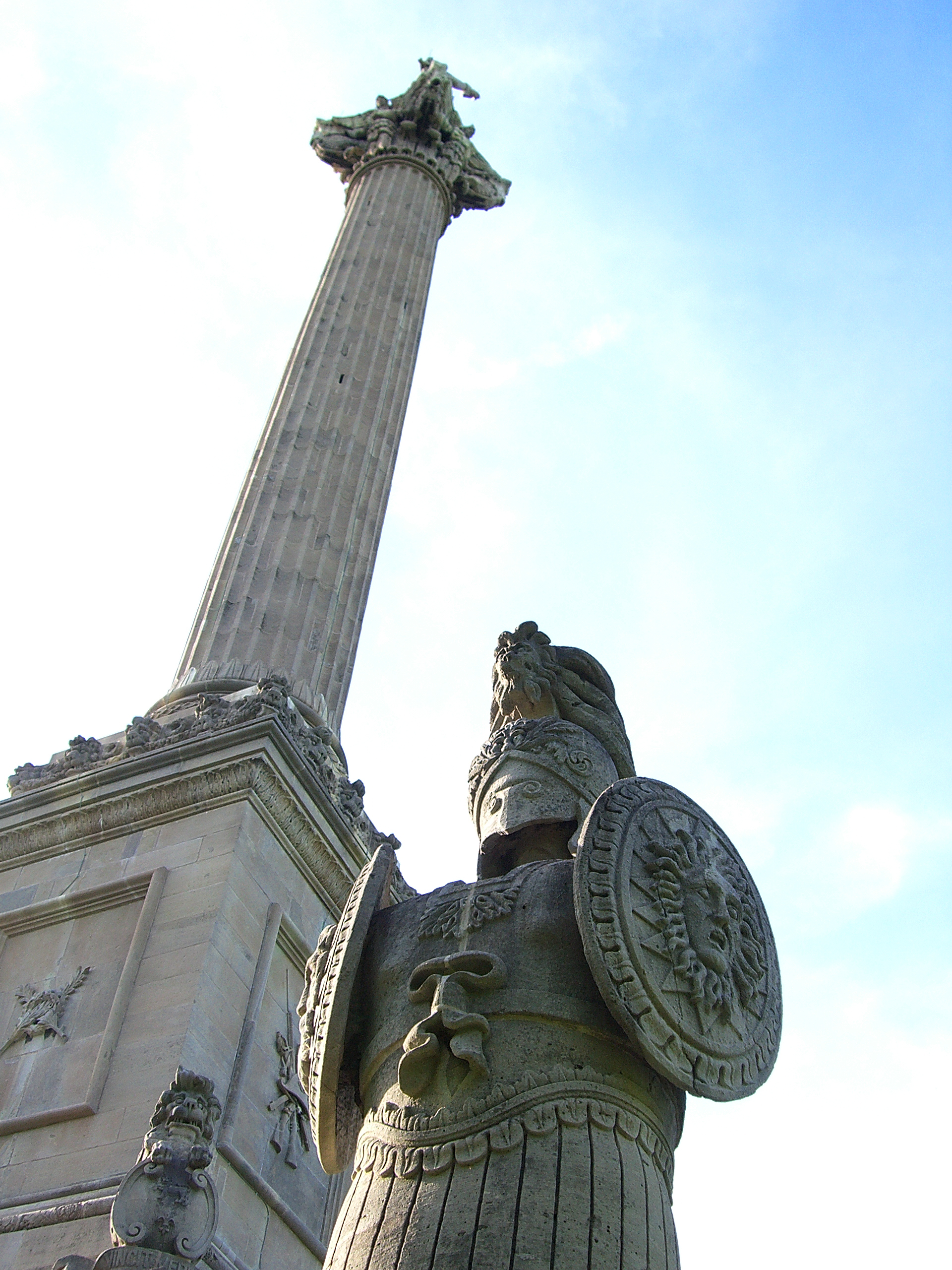
Новый монумент
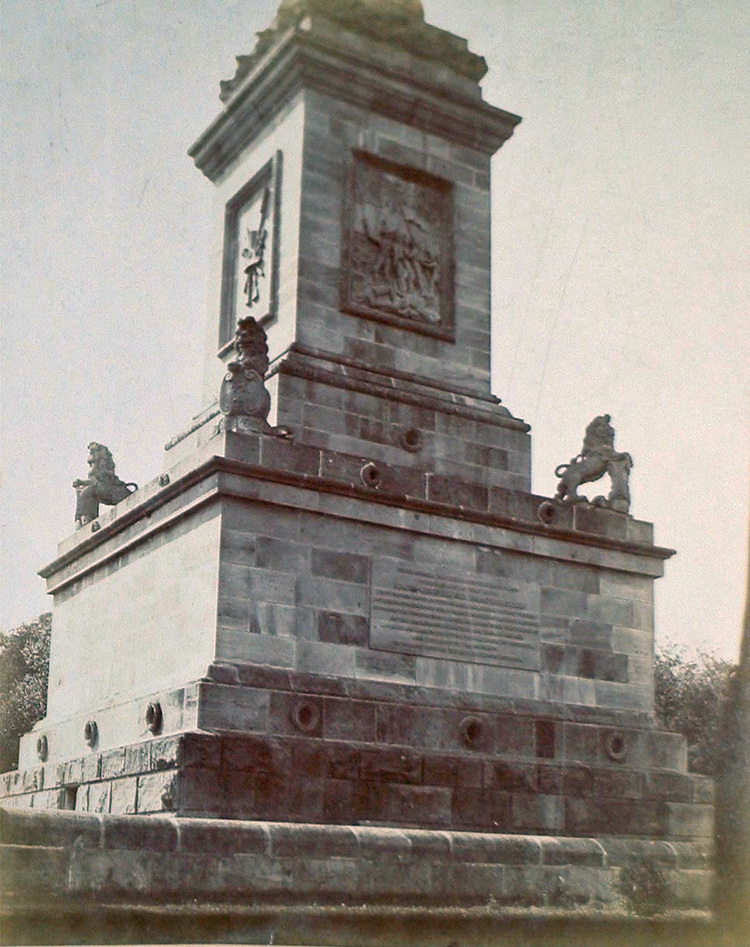
Фрагмент постамента